# Reinhard Rietzke
Reinhard Rietzke (* 19. Dezember 1948) ist ein ehemaliger deutscher Fußballspieler.

## Karriere
Beim SC Concordia Hamburg absolvierte der Torhüter Reinhard Rietzke in der Saison 1969/70 seine ersten vier Einsätze in der damals zweitklassigen Fußball-Regionalliga Nord. Unter Trainer Reinhold Ertel vertrat er in vier Spielen Stammtorhüter Gerhard Teupel. Am Rundenende stieg „Cordi“ in das Amateurlager ab. Im letzten Jahr der alten Regionalliga, 1973/74, gehörte der beruflich als Sachbearbeiter beim Harburger Arbeitsamt tätige Rietzke TuS Bremerhaven 93 an. Für die Elf vom Zollinlandstadion lief er in 13 Ligaspielen auf; Stammtorhüter war Dieter Rost und die „Zolli-Elf“ belegte den 14. Rang. Am achten Spieltag, den 23. September 1973, siegte der FC St. Pauli mit 9:1 Toren in Bremerhaven; Rietzke stand dabei im Bremerhavener Tor. Trotzdem wechselte Rietzke zur Saison 1974/75 in den Profikader des FC St. Pauli, welcher in der Debütsaison der 2. Bundesliga Nord angehörte.
Sein Profidebüt gab er am 3. August 1974 bei der 1:3-Heimniederlage gegen SG Wattenscheid 09. Er war in den ersten zwei Runden mit 70 Einsätzen der Stammtorhüter von St. Pauli in der 2. Bundesliga. In der Saison 1976/77 stieg er mit den Hamburgern als Erstplatzierter in die Bundesliga auf, dabei kam er jedoch nur noch in zwei Partien als Ersatz von Jürgen Rynio zum Einsatz. In der darauffolgenden Saison kam er insgesamt viermal in der Bundesliga zum Einsatz. Sein Bundesligadebüt gab er am 12. Dezember 1977 beim 1:1-Unentschieden gegen den VfL Bochum. Nach nur sechs Siegen und 22 Niederlagen stieg St. Pauli jedoch als Tabellenletzter wieder ab. Nach der anschließenden Zweitligasaison, die auf Platz sechs beendet wurde, blieb Rietzke, der in dieser Saison kein Punktspiel bestritt, als einer der wenigen Spieler beim Verein, nachdem sie aufgrund von zu hohen Schulden in die drittklassige Oberliga Nord zwangsabsteigen mussten.
Drei Runden, 1979/80 bis 1981/82, war er wieder die Nummer eins im Tor von St. Pauli. 1981 feierte er unter Trainer Kuno Böge die Meisterschaft mit Mitspielern wie Jens-Peter Box, Walter Frosch, Uwe Mackensen und Joachim Philipkowski und den Einzug in das Finale um die Deutsche Amateurmeisterschaft. Unter dem neuen Trainer Michael Lorkowski verlor er 1982/83 seinen Stammplatz im Tor an den Konkurrenten Volker Ippig, konnte aber nochmals eine Meisterschaft mit St. Pauli feiern. Insgesamt bestritt er 103 Spiele in der Amateuroberliga. Im Sommer 1983 wechselte Rietzke zur Amateurmannschaft des Hamburger SV.
Im DFB-Pokal bestritt er fünf Partien.
Er war Co-Trainer der HSV-Amateure und wurde Cheftrainer der Mannschaft, als Benno Möhlmann im Herbst 1992 zum Bundesligatrainer der Hamburger aufstieg. Im Anschluss an die Saison 1992/93 wurde Rietzke bei den HSV-Amateuren von Felix Magath abgelöst. Er wurde beim Regionalligisten SV Lurup Co-Trainer von Willi Reimann, Ende Oktober 1995 übernahm Rietzke nach Reimanns Weggang bei Lurup für wenige Tage das Amt des Interimstrainers.